# Thilo Reffert
Thilo Reffert (* 13. Juli 1970 in Magdeburg) ist ein deutscher Dramatiker, Hörspielautor und Kinderbuchautor.

## Leben
Reffert studierte zunächst mehrere Semester Medizin. Später gründete er eine Theatergruppe, studierte Theaterwissenschaften und Neuere deutsche Literatur und arbeitete als Dramaturg und Theaterpädagoge. Ab 2001 begann Reffert Theaterstücke zu schreiben. Seine Stücke wurden u. a. am Theater der Altmark Stendal, am Saarländischen Staatstheater und am Ohnsorg-Theater aufgeführt. Besondere Bekanntheit erlangte dabei das Klassenzimmerstück Flasche leer.
Parallel arbeitet Reffert für den Rundfunk als Hörspielautor, schrieb u. a. eine Krimi-Reihe über den liebenswerten Chaoten Tom Felski und war von 2009 bis 2019 Autor des Radio Tatorts für den MDR. 2010 wurde er mit dem wichtigsten deutschen Hörspielpreis, dem Hörspielpreis der Kriegsblinden, ausgezeichnet.
Im Jahr 2010 erschien sein erstes Kinderbuch Nina und Paul. Die Hörspielfassung von Nina und Paul (Produktion: Deutschlandradio Kultur) wurde mit dem Deutschen Kinder-Hörspielpreis ausgezeichnet. Das 2012 erschienene Kinderbuch Australien, ich komme ist von der Deutschen Akademie für Kinder- und Jugendliteratur zum Buch des Monats Juni 2012 gekürt worden. Sein Klassenzimmerdrama Nina und Paul erhielt 2013 den Mülheimer KinderStückePreis.

## Privates
Thilo Reffert ist der Sohn der Ärztin Annemarie Reffert, die als erste Person die Grenze von der DDR in die BRD nach der Verkündung der Öffnung am 9. November 1989 überschritt; dies hat er im Hörspiel Die Sicherheit einer geschlossenen Fahrgastzelle vertont. Er lebt als freiberuflicher Autor am Rande von Berlin.

## Werke

### Theaterstücke
- N.N. UA: Schleswig-Holsteinisches Landestheater 2001
- Flasche leer. Klassenzimmerstück UA: Theater der Altmark 2001
- Schicht. UA: Theater der Altmark 2002
- Hellas Sonntag. UA: Kammerspiele Magdeburg 2002
- Lass das mach weiter. Klassenzimmerstück, UA: Theater der Altmark 2002
- Schlag 12 Pause. Klassenzimmerstück, UA: Theater der Altmark 2003
- Das Riesending von Pringewitz. Ausgezeichnet mit dem Stückepreis Niederdeutsch 2002 und dem Autorenpreis des Saarländischen Staatstheaters 2003; UA der niederdeutschen Übersetzung: Niederdeutsche Bühne Brake 2003. EA in hochdeutscher Sprache: Saarländisches Staatstheater Saarbrücken 2005
- Evariste Galois. Ausgezeichnet mit dem Autorenpreis des Heidelberger Stückemarkts 2003
- Anke Henke. Diskrete Firmenberatung. UA: Westfälische Kammerspiele Paderborn, UA: Paderborn 2004
- Schmott. Klassenzimmerstück 2006
- Queen Mary 3. 2007
- Unkraut vergeht nicht. UA: Theater der Altmark 2009
- Nina und Paul. UA: Landestheater Tübingen 2012 (Ausgezeichnet mit dem Niederländisch-Deutschen Kinder- und Jugenddramatikerpreis 2012)
- Gina Lonka. UA: Theater Vorpommern 2012
- Leon und Leonie. UA: Grips-Theater Berlin 2012
- Mein Jahr in Trallalabad. UA: KJT Kinder- und Jugendtheater am LTT Landestheater Tübingen 2013 (Auftragsarbeit)[2]
- Bilge Nathan. UA Theater Koblenz 2013
- Pinocchio nach Collodi. UA 2014 Theater Koblenz
- Open Werther. UA: Theater der Stadt Aalen 2016
- Ronny von Welt. Eine übertrieben wahre Lügengeschichte. UA: KJT Kinder- und Jugendtheater am LTT Tübingen 2015
- Mr. Handicap. Kinderstück inklusive Inklusion. UA: Junges Schauspielhaus Düsseldorf 2017
- Milas Welt. Schauspiel für ein Mädchen und sein Telefon. UA: KJT Kinder- und Jugendtheater am LTT Tübingen 2017
- Die Schönheit und das Biest. UA 2018 Theater der Stadt Aalen
- Der große Sprung oder Drei Dinger, du fliegst. UA: Next Liberty Graz 2017, DEA Junges Schauspielhaus Düsseldorf 2019
- Let’s play: Reality. UA Mittelsächsisches Theater Freiberg Döbeln 2019
- Der Koffer der Adele Kurzweil. Jugendstück mit Manfred Theisen. UA Next Liberty Graz 2020
- Wir so: Welt retten. UA: Junges Ensemble Stuttgart (JES) 2020

### Hörspiele
- Hellas Sonntag. Mit Sophie Rois und Herbert Fritsch. MDR 2002.
- Zett. Nach dem Theaterstück „N.N.“. WDR 2004
- Tom und die anderen. Nach dem Theaterstück Schicht WDR 2005
- Queen Mary 3. MDR 2007
- Nach dem Spiel ist vor dem Spiel – Tom Felskis erster Fall. WDR 2008
- Schlusslicht. Radio Tatort 21. MDR 2009
- Die Sicherheit einer geschlossenen Fahrgastzelle. MDR 2009. Ausgezeichnet mit dem Hörspielpreis der Kriegsblinden, dem Deutschen Hörspielpreis der ARD und dem ARD-Online-Award.[3]
- Nebenwirkung – Tom Felskis zweiter Fall. WDR 2010
- Australien, ich komme. Kinderhörspiel. Deutschlandradio Kultur 2010
- Engelsstaub. Radio Tatort 33. MDR 2010
- Nina und Paul. Kinderhörspiel. Deutschlandradio Kultur 2011
- Fischers Fall. Radio Tatort 45. MDR 2011
- Commander Jannis. Kinderhörspiel. Mit Boris Aljinovic. Deutschlandradio Kultur 2011 (Ausgezeichnet mit dem Kinderhörspielpreis des MDR)
- Altes Eisen. Radio Tatort 54. MDR 2012
- Väter und Töchter. Radio Tatort 66. MDR 2013 (Ursendung 10. Juli 2013)
- Leon und Leonie. Kinderhörspiel. SWR/WDR 2013 (Ursendung 1. September 2013)
- Mein Jahr in Trallalabad, Regie: Klaus-Michael Klingsporn, Kinderhörspiel, DKultur (Ursendung 29. Juni 2014)
- Kurschatten. Radio Tatort 2014
- Das Milliardengrab – Tom Felskis letzter Fall. WDR 2014
- Pinocchio. Kinderhörspiel nach den Geschichten von Carlo Collodi.  Deutschlandradio Kultur 2014
- Die Entdeckung Spielofaniens.  SWR/WDR 2015
- Ein blühendes Land. Radio Tatort 92. MDR 2015
- Hundert von hundert. Radio Tatort 100. MDR 2016[4]
- Mr. Handicap. Kinderhörspiel inklusive Inklusion. Deutschlandradio Kultur 2017
- Faustinchen einszweidrei. Kinderhörspiel in drei Teilen frei nach Goethes Faust. SWR 2017
- Nein heißt nein. Radio Tatort 116. MDR 2017
- Der Alleskönner. Kinderhörspiel. DLF 2017
- Nein heißt nein. Radio Tatort MDR 2017
- Bleib kurz dran. MDR 2017
- Auf die Fresse. Radio Tatort 122. MDR 2018
- Nächster Halt Mars. Weltraumhörspiel. DLF 2018
- Karl Marx statt Chemnitz. MDR 2018, Regie: Stefan Kanis, Länge: 55:06 Min.
- Der Fußballgott. DLF 2019
- Auslöschung. Radio Tatort 135. MDR 2019
- Linie 912. WDR 2020
- Ich! Fliege! Nicht!. HR 2020
- Herr der Lügen. DLF 2021
- Für immer wir alle zusammen. MDR 2022

### Buchveröffentlichungen
- Hellas Sonntag. Theaterstück. Merlin Verlag 2001. ISBN 3-87536-223-3
- Nina und Paul. Erzählung mit Illustrationen von Jörg Mühle. Little Tiger Verlag 2010. ISBN 978-3-931081-66-9
- Australien, ich komme. Erzählung mit Illustrationen von Jörg Mühle. Little Tiger Verlag 2012. ISBN 978-3-931081-82-9
- Goldgören. Sieben Geschichten von zehn Kindern. Illustrationen von Jörg Mühle. Little Tiger Verlag 2014 ISBN 978-3-931081-97-3
- Fünf Gramm Glück. Die Lebensgeschichte einer Brotdose, erzählt von ihr selbst. Illustriert von Sonja Kurzbach. Klett Kinderbuchverlag 2017. ISBN 978-3-95470-155-1
- Linie 912. Illustriert von Maja Bohn. Klett Kinderbuchverlag 2019 ISBN 978-3-95470-201-5

## Auszeichnungen
- Stückepreis Niederdeutsch 2002 (für Das Riesending von Pringelwitz)
- Autorenpreis des Saarländischen Staatstheaters 2003 (für Das Riesending von Pringelwitz)
- Autorenpreis der deutschsprachigen Theaterverlage 2003 beim Heidelberger Stückemarkt (für Evariste Galois)
- Stipendium Paul Maar 2007
- Hörspiel des Monats November 2009 (für Die Sicherheit einer geschlossenen Fahrgastzelle)
- Hörspielpreis der Kriegsblinden 2010 (für Die Sicherheit einer geschlossenen Fahrgastzelle)
- Berliner Kindertheaterpreis 2011 (für Leon und Leonie)
- Deutscher Kinderhörspielpreis 2011 (für Nina und Paul)
- Kinderhörspielpreis des MDR 2012 (für Commander Jannis)
- Mülheimer KinderStückePreis 2013 (für Nina und Paul)
- Hörspiel des Monats April 2019 (für Karl Marx statt Chemnitz)
- Deutscher Kinderhörspielpreis 2021 (für Herr der Lügen)[5]